# Инь Си
Гуаньлин Инь Си (кит. 關令尹喜) или Гуань Инь-цзы (關尹子), кратко Инь Си, означает «хранитель границы» или «начальник пограничной заставы» или «охранник сторожевой башни» — полулегендарный даосский мыслитель, который служил начальником пограничной заставы, через которую Лао-цзы отправился на запад.
Инь Си описывается как чиновник при правителях Кан-ване (康王) и Чжао-ване (昭王). Годы жизни Инь Си и Лао-цзы при этом уже соответствуют XI веку до н. э., что противоречит традиционному конфуцианскому представлению о том, что Лао-цзы был старшим современником Конфуция.

## ОбретениеДаодэцзина
По легенде, когда Лао-цзы проходил через заставу, Инь Си попросил его оставить своё сочинение, и Лао-цзы написал и передал ему короткий трактат из двух частей и 5000 иероглифов под названием «Даодэцзин». Это событие относят к династии Чжоу.
Перед прибытием Лао-цзы на пограничную заставу появились чудесные знамения в виде пятицветных облаков. Инь Си встретил Лао-цзы торжественно. Лао-цзы сопровождал слуга Сюй Цзя, который служил ему много сотен лет. На заставе Сюй Цзя стал требовать от Лао-цзы плату за все столетия, тогда Лао-цзы вынул из-под его языка талисман, и тот тут же рассыпался в прах, как будто он умер естественной смертью много лет назад. Инь Си попросил Лао-цзы воскресить слугу, и тот положил талисман на горстку праха, слуга ожил. Инь Си попросил тогда Лао-цзы написать текст с изложением учения, Лао-цзы написал для него «ДаоДэ цзин». Инь Си стал первым учеником Лао-цзы, его стали называть Гуань Инь-цзы — Мудрец Инь с Заставы. 
Инь Си очень почитается в многих даосских школах, как первый ученик Лао-цзы, от которого идёт вся традиция «Даодэцзина». В «Чжуан-цзы» Инь Си присутствует в нескольких эпизодах как мудрый философ, сподвижник Лао-цзы. Его изречения приводятся в 19 главе «Ле-цзы».
История об обретении «Даодэцзина» пересказывается во многих источниках, в частности в летописи царства Лу и в биографиях бессмертных Лесяньчжуань (列仙傳) Лю Сяня. Согласно этому жизнеописанию Инь Си был мудрым и добродетельным человеком, однако никто об этом не знал, так как он скрывал свои таланты. Он заранее узнал по своим ощущениям о приходе мудреца и закрыл свою заставу, чтобы иметь возможность оказать ему гостеприимство. После прихода Лао-цзы и передаче ему Даодэцзина, Инь Си отправился вместе с Лао Цзы странствовать на Запад через сыпучие пески, где он просвещал варваров, одержал победу и прославился. 

## Пограничная застава
Существует несколько версий нахождения заставы, которую охранял Инь Си. Основная версия — что это застава долины Ханьгу (函谷關) в государства Цинь, округ Линбао провинции Хэнань. Другим вариантом является горная платформа Лоугуаньтай (樓觀說經臺) на севере гор Чжуннань (終南山) в округе Чжоучжи в провинции Шэньси.

## Гуаньинь-цзы
Инь Си известен созданием нескольких текстов, которые однако критики считают созданными в позднее время. Самый известный его текст называется Гуаньлин-цзы (關令子) или Гуаньинь-цзы (關尹子) в девяти главах, где в стихах метко и образно разъясняется сущность даосизма. По одному из предположений, текст относится к эпохе Хань.
Этот текст лёг в основу учения школы Лоугуаньпай (樓觀派), существовавшей с IV по XIII века, и школы внутренней алхимии Вэньшипай (文始派).
Сочинение Гуаньинь-цзы, приписываемое Инь Си, было «заново открыто» в период династии Южная Сун. Текст стал распространяться также под именем «Вэньши Чжэньцзин» (文始真經) во время династии Юань среди адептов внутренней алхимии.

## Инь Си как культовая фигура в поздних школах
В VII веке в трактате Ван Яня (王延) «Саньдунчжунан» (三洞珠囊) отношения между Лао-цзы и Инь Си становятся образцом даосской инициации.
Большую роль играл образ Инь Си в доктрине Северных Небесных Наставников. Основной трактат школы Сишэнцзин описывает обстоятельства похода Лао-цзы в Индию и обретение индийцами буддийского учения.
Позднее Северные Небесные Наставники обосновались в Лоугуани, создав на месте легендарной пограничной заставы монастырь и храмовый центр. Тема просвещения Индии и возникновения буддизма под влиянием даодэцзина стала в учении этой школы особенно актуальной. Будда становился учеником Лао-цзы. По некоторым интерпретациям Буддой даже становился Инь Си, как получатель учения от Лао-цзы.
Позднее образовалась школа внутренней алхимии Вэньшипай (文始派), которую организовали Чжан Го и Чжан Саньфэн. Эта школа считает себя исходящей от Инь Си. Учитель Вэньши (文始先生) — один из титулов, который был дан Инь Си.

## Отражение в художественной литературе
Сюжет обретения «Даодэцзина» очень популярен, при этом события приобретают самую разнообразную интерпретацию.
В XX веке писатель Лу Синь в сборнике «Старые легенды в новой редакции» описывает эту историю в «современной» интерпретации, с оттенком юмора.

## Современные китаистические взгляды
На основании цитаты из Чжуан-цзы, описывающей доктрины Лао-цзы и Гуаньиня, Ли Сюэцинь 李學勤 и Го И 郭沂 предложили ассоциировать с последним текст "Тай-и шэн шуй" из Годяня.